# Rhyacophila nubila
Rhyacophila nubila är en nattsländeart som beskrevs av Zetterstedt 1840. Rhyacophila nubila ingår i släktet Rhyacophila och familjen rovnattsländor. Arten är reproducerande i Sverige. Inga underarter finns listade i Catalogue of Life.